# Список объектов, названных в честь Чарлза Дарвина
Чарлз Дарвин (1809—1882) — английский натуралист и путешественник, внёсший огромный вклад в развитие биологии. В его честь названы множество физических объектов и понятий.

## География
Населённые пункты
- Дарвин — город в Австралии, столица Северной территории.
  - Дарвин — аэропорт города.
- Дарвин[англ.] — поселение в Калифорнии.
- Дарвин — город в Миннесоте.
- Дарвин[англ.] — поселение на Фолклендских островах.
- Дарвин[исп.] — город в провинции Рио-Негро, Аргентина.

Горы
- Кордильера-Дарвин[англ.] — горный хребет в Андах, на Огненной Земле (Чили).
  - Дарвин — одна из гор хребта.
- Дарвин[англ.] — в Калифорнии.
  - Дарвин[англ.] — ледник на одноимённой горе.
- Дарвин — на острове Тасмания (Австралия).
- Дарвин[англ.] — группа гор в Антарктиде.
  - Дарвин[англ.] — ледник на одноимённом хребте.
  - Дарвин[англ.] — гора на одноимённом хребте.
- Дарвин[англ.] — гайот в Тихом океане.

Острова
- Дарвин (Кулпеппер) — в составе Галапагосского архипелага.
  - Арка Дарвина
- Дарвин[англ.] — в Антарктиде.

Проливы
- Дарвин[англ.] — в Чили, архипелаг Чонос.
- Дарвин[англ.] — в Чили, пролив Бигл.

Тауншипы
- Дарвин[англ.] — в Иллинойсе.
- Дарвин — в Миннесоте.

Плотины
- Дарвин[англ.] — на острове Тасмания, Австралия.
- Плотина реки Дарвин[англ.] — Северная Территория, Австралия.

Прочие топонимы
- Дарвин[англ.] — водопад в Калифорнии.
- Дарвин — кратер на острове Тасмания.
- Чарлз-Дарвин[англ.] — национальный парк в Австралии.

## Таксоны
В честь Чарлза Дарвина названы около 300 таксонов, в подавляющем большинстве случаев это насекомые: жесткокрылые и перепончатокрылые.
- Барбарис Дарвина
- Дарвинов нанду
- Канатник Дарвина
- Листоухий хомячок Дарвина
- Нетопырь Дарвина
- Нотура Дарвина
- Ринодерма Дарвина
- Термит дарвинов
- Arenivaga darwini
- Caerostris darwini
- Darwinilus sedarisi
- Darwinius masillae
- Darwinopterus
  - Darwinopterus modularis
- Demandasaurus darwini
- Doleromyrma darwiniana
- Pachycondyla darwinii
- Darwinula[англ.]
- Darwinhydrus[англ.]
- Darwini[англ.]
  - Puijila darwini
- Darwinia
  - Дарвиния[англ.]
- Darwinii[англ.]
- Darwiniothamnus[англ.]
  - Darwiniothamnus alternifolius[англ.]
  - Darwiniothamnus lancifolius[англ.]
  - Darwiniothamnus tenuifolius[англ.]
- Ingerana charlesdarwini[англ.]
- Pleuropetalum darwinii[англ.]
- Parazoanthus darwini[англ.]
- Periophthalmus darwini[англ.]
- Phyllodactylus darwini[англ.]

## Философия
- Дарвинизм
  - альтернативный[англ.]
  - затмение[англ.]
  - квантовый[англ.]
  - невральный[англ.]
  - социальный
  - универсальный[англ.]

## Образовательные учреждения
- Университет Чарлза Дарвина[англ.]
- Колледж Дарвина
  - Колледж Дарвина — в Кембридже.
  - Колледж Дарвина[англ.] — в Кенте.

## Космос
- Дарвин — космический проект.
- 1991 Дарвин[англ.] — астероид.
- Дарвин — лунный кратер.
- Дарвин[англ.] — марсианский кратер.

## Компьютеры
- Дарвин — игра.
- Дарвин[англ.] — язык программирования.
- Darwin — операционная система.
- Дарвиния — игра.

## Прочее
- Фонд Чарлза Дарвина[англ.]
- Медаль Дарвина
- Премия Дарвина
- День Дарвина
- Дарвиния[англ.] — повесть (1998) Роберта Уилсона
- Дарвин[англ.] — единица измерения